# Паулиста (Пернамбуко)
Паулѝста (на португалски: Paulista) е община (град) в Източна Бразилия, щат Пернамбуко. Разположен е край Атлантическия океан, на 20 km северно от центъра на Ресифи. Населението му е 319 373 души по данни от преброяването през 2009 г.

## Личности
Родени
- Ривалдо (р. 1972), бразилски футболист